# کشتی‌چسب‌های بی‌ساقه
کشتی‌چسب‌های بی‌ساقه (Sessilia) راسته‌ای از کشتی‌چسب‌ها هستند. این جانوران گروهی همتبار را تشکیل می‌دهند و احتمالا از کشتی‌چسب‌های ساقه‌دار مشتق شده‌اند.